# Most Oławski
Most Oławski (Mauritius Brücke – Most św. Maurycego, Margarethenbrücke, Most Wygonowy) – most drogowy położony we Wrocławiu, stanowiący przeprawę nad rzeką Oława. Około 200 m poniżej mostu Oława ma swoje współczesne ujście do Odry (którego położenie w historii miasta i śląska, zmieniało się w sposób naturalny, lub było wielokrotnie zmieniane w wyniki inwestycji hydrotechnicznych prowadzonych przez człowieka). Most zlokalizowany jest w ciągu ulic: Walońskiej (lewy, zachodni brzeg rzeki) oraz Na Grobli (prawy, wschodni brzeg rzeki). W miejscu współczesnego mostu, wcześniej istniała kładka służąca przepędzaniu bydła na pastwisko położone na prawym brzegu rzeki. Ten fakt utrwalił stosowaną przez pewien czas nazwę Most Wygonowy. Na prawym brzegu rzeki tuż poniżej mostu, na północ od ulicy Na Grobli znajduje się teren Portu Ujście Oławy.

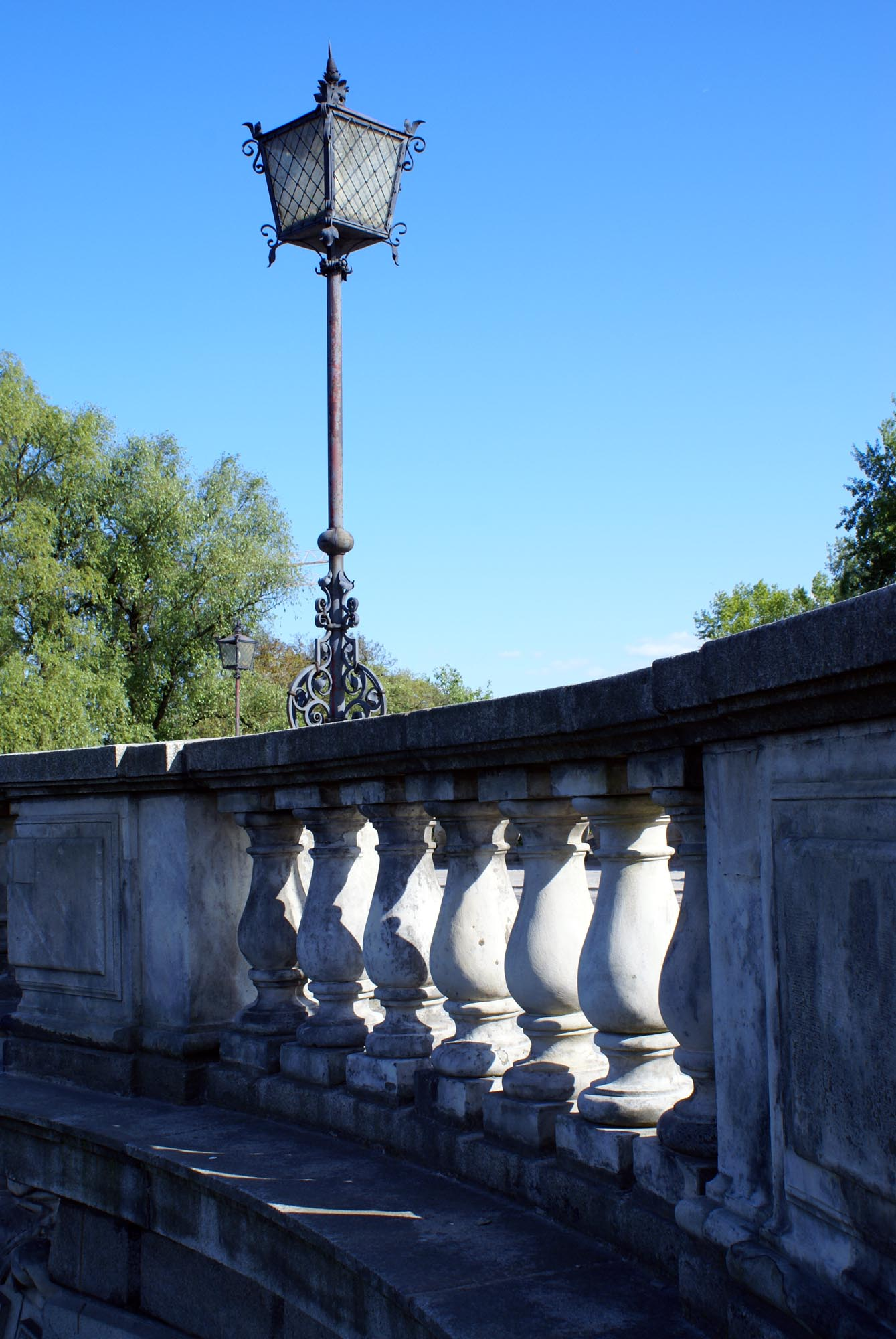
Balustrada

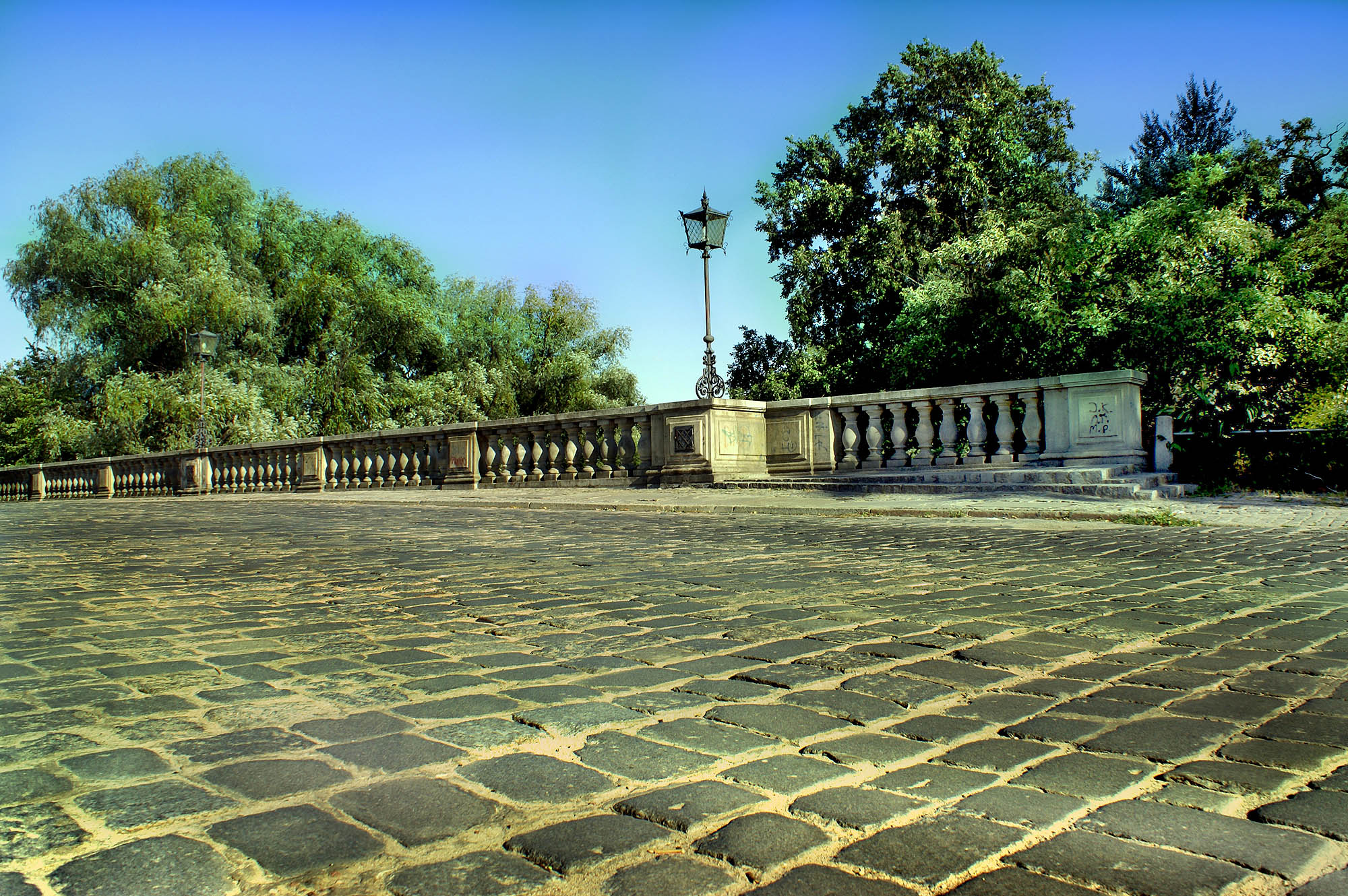
Kostka granitowa

Roboty budowlane związane z budową mostu rozpoczęte zostały w kwietniu 1882 roku, a zakończone w listopadzie 1883 roku. Projektantem mostu był Alexander Kaumann. Przy tworzeniu mostu współpracowali z nim inżynierowie Eger i Reichelt, Beer, Wackwitz i Hoffmann. Most ozdobiony został elementami rzeźbiarskimi wykonanymi przez P. Heislera pod kierunkiem Roberta Toberentza i przy współpracy Heinricha Weltringa. Natomiast dekoracyjne elementy metalowe wykonał Gustav Trelenberg. W 1962 i 1990 roku most został gruntownie wyremontowany.
Jest to most o konstrukcji w postaci ceglanych sklepień (łuki wypełnione betonem) i podpór (przyczółków i filarów, do budowy których użyto granitu sprowadzanego z kamieniołomów Kulmitza w Strzegomiu), pokrytych ciosami kamiennymi o młotkowej fakturze. Balustrady wykonano w postaci zdobionych, tralkowych barier, z elementami wzorowanymi na ikonografii architektury barokowej. Materiałem z którego je wykonano to piaskowiec (sprowadzony z kamieniołomu Zeidlera i Wimmela w Bolesławcu). Do nich przymocowano również zdobione latarnie, ówcześnie gazowe. Most składa się z trzech przęseł do długości 13,8 każde. Teoretyczna rozpiętość każdego z trzech łuków wynosi 14,55 m, a szerokość sklepienia 13,40 m; promień krzywizny dolnej krawędzi łuku wynosi 16,13 m; grubość sklepienia wynosi od 0,77 m wezgłowiu, przez 0,64 m w ćwiartce łuku, do 0,51 m w kluczu; wzmocnienie w postaci wypełnienia betonem o grubości od 0,60 m do 0,16 m wykonano podczas remontu w 1962 roku. Całkowita długość mostu to 73,8 m, a jego całkowita szerokość wynosi 14,12 m, w tym jezdnia ma szerokość 8,10 m i dwa chodniki po 2,15 m szerokości każdy. Nawierzchnia jezdni na moście wykonana została z kostki granitowej. Przed wojną przez most przebiegała linia tramwajowa, podczas remontu torowisko zostało zdemontowane.